# Fire and Ice
Fire and Ice studijski je album švedskog glazbenika, gitarista Yngwie Malmsteena koji je objavljen u ožujku 1992. godine. Album je dostigao zlatnu tiražu u Americi, a platinastu u Japanu. Ovim albumom udaljava se od komercijalnih postavki i vraća se svojim korijenima, baroknim skladbama.

## Popis pjesama
- Glazbu je skladao Yngwie J. Malmsteen. Tekst je napisao Yngwie J. Malmsteen (osim naznačenog).

1. "Perpetual"  – 4:12
2. "Dragonfly"  – 4:48 (Tekst: Malmsteen/Göran Edman)
3. "Teaser"  – 3:27 (Tekst: Malmsteen/Edman)
4. "How Many Miles To Babylon"  – 6:09 (Words: Malmsteen/Edman)
5. "Cry No More"  – 5:15 (Tekst: Malmsteen/Edman)
6. "No Mercy"  – 5:29
7. "C'est La Vie"  – 5:17 (Tekst: Malmsteen/Edman)
8. "Leviathan"  – 4:20
9. "Fire & Ice"  – 4:28 (Tekst: Malmsteen/Edman)
10. "Forever is a Long Time"  – 4:25 (Tekst: Malmsteen/Edman)
11. "I'm My Own Enemy"  – 6:07 (Tekst: Edman)
12. "All I Want is Everything"  – 4:00
13. "Golden Dawn"  – 1:29
14. "Final Curtain"  – 4:43

## Osoblje
- Yngwie Malmsteen – Električna gitara, Akustična gitara, Sitar (indijska lutnja), Taurus bas pedala, Vokal, producent
- Göran Edman – Vokal
- Mats Olausson  – Klavijature
- Bo Werner  – Bubnjevi, Vokal
- Michael Von Knorring – Bubnjevi u skladbi "Leviathan"
- Svante Henrysson - Bas gitara, Violončelo
- Lolo Lannerbäck – Flauta